# بیمارستان آریا اهواز
بیمارستان آریا اهواز در شهرستان اهواز واقع شده و بیمارستانی خصوصی – درمانی است که در سال ۱۳۴۸ باظرفیت ۱۰۰ تخت ثابت، تأسیس و در حال حاضر ۸۷ تخت دارد. در سال ۱۳۸۹ مکان بیمارستان به خیابان ۱۷ شرقی کیانپارس انتقال داده شد و در سال ۱۳۹۴ موفق به اخذ عنوان " درجه یک" از واحد اعتبار بخشی وزارت بهداشت گردید.این مرکز درمانی، با ۱۵۰۰۰ متر مربع زیربنا، بزرگترین بیمارستان خصوصی جنوب غرب کشور است و بیماران مختلفی از اهواز، شهرستانهای خوزستان، استانهای مجاور و نیز از کشور عراق به این بیمارستان مراجعه مینمایند. تعداد مراجعین اورژانس در سال ۹۴ قریب به ۷۰ هزار نفر بوده است.بخشهای موجود در این بیمارستان عبارتند از: اورژانس، داروخانه، زایشگاه و رادیو لوژی به صورت شبانه روزی؛ بخشهای ویژه ی سی سی یو، آی سی یو و اِن آی سی یو مجموعا دارای ۲۶ تخت فعال؛ بخشهای تخصصیِ داخلی (داخلی، عفونی، نورولوژی)، جراحی مردان و جراحی زنان (جراحی عمومی، ارولوژی، ارتوپدی، نوروسرجری، زنان و زایمان)، هماتولوژی و انکولوژی، مادران و نوزادان

## منبع
1. ↑  «اطلاعات بیمارستان‌های کشور». دفتر مدیریت بیمارستانی و تعالی خدمات بالینی وزارت. بایگانی‌شده از اصلی در ۱ مارس ۲۰۱۴. دریافت‌شده در ۶ بهمن ۱۳۹۱.
2. ↑  «بیمارستان آریا اهواز». ایران درمان- مرجع اطلاعات پزشکان و مراکز درمانی. بایگانی‌شده از اصلی در ۶ آوریل ۲۰۱۳. دریافت‌شده در ۱۴ اسفند ۱۳۹۱.
3. ↑  «بیمارستان های خوزستان». سایت تبیان. بایگانی‌شده از اصلی در ۶ آوریل ۲۰۱۳. دریافت‌شده در ۱۴ اسفند ۱۳۹۱.
4. ↑  «بیمارستانهای خصوصی استانها». بانک مادر بیمارستانها و مراکز درمانی مادر. بایگانی‌شده از اصلی در ۴ ژانویه ۲۰۱۳. دریافت‌شده در ۱۴ اسفند ۱۳۹۱.
5. ↑  «بیمارستان آریا اهواز». پزشک نما. بایگانی‌شده از اصلی در ۶ آوریل ۲۰۱۳. دریافت‌شده در ۱۴ اسفند ۱۳۹۱.